# Zmarli w roku 1832
Lista osób zmarłych w 1832:

## marzec 1832
- 4 marca – Jean-François Champollion, francuski językoznawca, archeolog, egiptolog i poliglota[1]
- 22 marca – Johann Wolfgang von Goethe, poeta niemiecki[2]
- 30 marca – Stephen Groombridge, angielski astronom[3]

## maj 1832
- 13 maja – Georges Cuvier, francuski przyrodnik[4]
- 16 maja – Jan Antoni de Potoczki, polski duchowny katolicki, biskup przemyski[5]
- 31 maja – Évariste Galois, francuski matematyk[6]

## lipiec 1832
- 22 lipca – Napoleon II Bonaparte, następca tronu I Cesarstwa Francuskiego[7]

## wrzesień 1832
- 2 września – Franz Xaver von Zach, niemiecko-węgierski astronom[8]
- 21 września – Sir Walter Scott, szkocki poeta i powieściopisarz[9]